# Kyss henne!
Kyss henne! är en svensk komedifilm från 1940 i regi av Weyler Hildebrand. I huvudrollerna ses Annalisa Ericson, Thor Modéen och Åke Söderblom.

## Handling
Dansösen Lisa Larsson blir nedstänkt av en bil som körs av direktör Brenners chaufför; som kompensation erbjuds hon skjuts till teatern. På vägen dit krockar dock bilen, och efter diverse turer börjar Lisa Larssons omgivning tro att hon är förlovad med direktör Brenner. Direktör Brenner själv blir nyfiken på denna dam som påstås vara förlovad med honom. Han tar kontakt med henne genom att påstå sig vara journalisten Palmqvist, och snart är de båda förälskade i varandra.

## Om filmen
Kyss henne! är regisserad av Weyler Hildebrand, som även skrivit filmens manus tillsammans med Torsten Lundqvist. Ericson och Söderblom framför i filmen Jules Sylvain-kompositionen Vi har så mycket att säga varandra. Filmen hade premiär den 17 maj 1940 på biograf Spegeln i Stockholm. Den visades första gången på TV den 2 januari 1973 och blev det årets mest sedda program tillsammans med upplösningen av Norrmalmstorgsdramat.
Kyss henne! har visats i SVT, bland annat 1993, 1996, i april 2019 och i augusti 2021.

## Rollista i urval
- Annalisa Ericson – Lisa Larsson, balettflicka, sedermera Lisa Leije, stjärna i revyn S'il vous plaît, Mademoiselle
- Thor Modéen – teaterdirektör Gravander
- Åke Söderblom – Åke Brenner, bankir
- Eric Abrahamsson – kamrer Karlsson
- Hjördis Petterson – fru Rosa Blom
- John Botvid – kamrer Niklasson
- Viran Rydkvist – fröken Pallin, Åkes sekreterare
- Gustaf Lövås – Nisse Nilsson, taxichaufför
- Gaby Stenberg – Ingrid Boman, balettflicka
- Sigge Fürst – Krans, chaufför hos bankir Brenner
- Linnéa Hillberg – Ida Andersson, pensionatsvärdinnan
- Hugo Björne – ordförande i bankens styrelse
- Arne Hülphers – orkesterledare Revyorkestern

### Ej krediterade
- Charley Paterson – direktör Landell
- Helge Kihlberg – portvakt på teatern
- Arne Lindblad – fordringsägare
- David Erikson – fordringsägare
- Gerda Landgren – fru Holmdahl, fordringsägare
- Richard Lund – översten, styrelsemedlem
- Yngwe Nyquist – kammarherrn, styrelsemedlem
- Oscar Åberg – ombudsman, styrelsemedlem
- Bertil Berglund – poliskonstapel
- Yngve Sköld – pianisten på teatern
- Gustaf Unger – dansör
- Bertil Unger – dansör
- Karin Nordgren – balettflicka
- Lisa Wirström – biljettförsäljerskan
- Alli Halling – Elsa, skådespelerska
- Bertil Schedin – inspicient
- Adèle Söderholm – Adèle, påkläderskan
- Bellan Roos – städerskan
- Margit Andelius – kontorist på teatern
- Erland Colliander – Palmqvist, redaktör på Aftonposten
- Gösta Grip – journalist
- Georg Skarstedt – journalist
- Axel Isaksson – journalist
- Anna Widforss – grevinnan Kattgull
- Eric Fröling – Brixman, Åkes vän
- Artur Rolén – kypare på konditoriet

## Musik i filmen
- "Vi har så mycket att säga varandra", kompositör: Jules Sylvain, text: Åke Söderblom, sång: Annalisa Ericson, Åke Söderblom, kör
- "På vårat kontor", kompositör: Jules Sylvain, text: Åke Söderblom, sång: Åke Söderblom, kör
- "Wiener Bonbons, op. 307", instrumental, kompositör: Johann Strauss den yngre
- "Det kommer en vår", instrumental, kompositör: Jules Sylvain, text: Jokern
- "Serenad", orkester, kompositör: August Söderman
- "Mademoiselle!", kompositör: Jules Sylvain, text: Åke Söderblom, Jokern, sång: Annalisa Ericson, Åke Söderblom, kör

## DVD
Filmen gavs ut på DVD 2013.